# Volker Noth
Volker Noth (* 20. Juni 1941 in Berlin) ist ein deutscher Grafiker.

## Leben
Volker Noth wurde als drittes Kind des Architekten Herbert Noth und seiner Frau Nora Noth, geb. Gaedertz, geboren. Bis 1952 wuchs er mit seinen Schwestern Krista und Brita in Prerow auf dem Darß an der Ostsee auf. Dann erfolgte die Rückkehr in seine Geburtsstadt.
Nach dem Abitur absolvierte Noth zwischen 1963 und 1967 ein Studium an der Meisterschule für Graphik, Druck und Werbung / Hochschule der Künste Berlin. Im Abschlussjahr erfolgte auch die Aufnahme in den Bund Deutscher Grafik-Designer (BDG) ebenso wie die Gründung des Ateliers Noth+Hauer, das er zusammen mit seinem Studienkollegen Cordes Hauer aufbaute. 1971 kam der Texter Peter Sodemann dazu. Gemeinsam entwickelte das Trio eine Creativ-Gruppe, die „als eigenständige Lösung zwischen Grafik-Design und Agentur“ fungierte. In diesem Umfeld entstanden Arbeiten für die grafische Industrie, den Senator für Arbeit und Soziales in Berlin, die dortigen Bezirksämter in Neukölln und im Wedding, für das Schillertheater Berlin, das Institut für Auslandsbeziehungen (ifa), die Europa-Union Berlin, Museen, Galerien und Verlage, eine Bank und weitere unterschiedliche Auftraggeber.
Neben der Atelierarbeit nahm Noth von 1967 bis 1970 sowie von 1974 bis 1977 Aufgaben als Lehrbeauftragter im Grundstudium an der Staatlichen Akademie für Graphik, Druck und Werbung / Hochschule der Künste Berlin wahr. Später prägte er das Erscheinungsbild der Internationalen Filmfestspiele Berlin: Zwischen 1977 und 2001 zeichnete er für die jeweiligen Berlinale-Motive verantwortlich. Deren technische Umsetzung erfolgte in enger Gemeinschaftsarbeit mit Klaus Janck.
Aus ersten Aufträgen für die Deutsche Kinemathek, der 1977 die Verantwortung für die Retrospektiven und Hommagen der Internationalen Filmfestspiele Berlin anvertraut wurde, entwickelte sich ab dem gleichen Jahr ebenfalls eine intensive Zusammenarbeit. So entstanden zahlreiche Plakate und Publikationen für die Kinemathek, welche im Jahr 2000 das Filmmuseum Berlin am Potsdamer Platz eröffnete und 2006 zum Museum für Film und Fernsehen wurde. In dieser Zeit lernte Noth viel über das Gestalten von Büchern, was für ihn nach eigenen Angaben "eine wunderbare Ergänzung zu den großen Formaten" darstellt.
Im November 1988 trennte er sich vom Atelier Noth+Hauer und gründete ein eigenes unter dem Namen "Volker Noth Grafik-Design". Auch hier entwickelte er Arbeiten für die Internationalen Filmfestspiele Berlin, die Deutsche Kinemathek, Verlage, Museen, Galerien und verschiedene andere Projekte.
Zwischen 1989 und 2005 bestand zudem eine projektbezogene Zusammenarbeit mit der Grafik-Designerin Brigitte Ehret.
2006 entdeckt Volker Noth schließlich "das Büchermachen zu eigenen Themen in kleinen Auflagen [...]; kleine Publikationen zum selbstbestimmten, von Auftraggebern unabhängigen Seitenweg im Gestaltungsbereich".

## Werke
Plakate (Auswahl)
- Europa-Union Berlin (1967–1982)
- Schiller-Theater Berlin (1977–1979)
- Staatliche Museen (1978–2003)
- Berlinale – Hauptmotive – Panorama – Hommagen – Kinder-Filmfest (1977–2001)
- Berlinale – Retrospektiven (1977–2005)
- Filmmuseum Berlin – Deutsche Kinemathek (1977–2005)

sowie für das Bauhaus-Archiv – Museum für Gestaltung Berlin,
den Senator für Arbeit und Soziales Berlin,
Deutsches Historisches Museum Berlin (DHM) und andere
Bücher mit dem Atelier Noth+Hauer
- Schrift in unseren Straßen. Selbstverlag Harris-Intertype, Berlin 1969.
- Schilder in unseren Straßen. Selbstverlag Volta-Werke, Berlin 1971.
- Ein Kneipenbummel durch Berlin. Selbstverlag Harris-Intertype, Berlin 1973.
- Ein Glück, daß es zum Unglück die 13 gibt. Selbstverlag, Berlin 1987.

Bücher über eigene Arbeiten
- mit Alfred Behrens: Berliner Stadtbahnbilder. Ullstein, Berlin 1981, ISBN 3-550-07945-1. (Ausgezeichnet mit dem Kodak-Fotobuchpreis 1981)
- mit Alfred Behrens: Berliner Stadtbahn – Bilder und Geschichten. Ullstein, Berlin 1995, ISBN 3-550-06889-1.
- Berlinale Plakate 1977–2000. Filmmuseum Berlin – Deutsche Kinemathek, Berlin 2000, ISBN 3-00-005490-1.
- Plakate + Publikationen 1977–2005. Filmmuseum Berlin – Deutsche Kinemathek, Berlin 2005, ISBN 3-9807746-4-3.
- Kinos – Berlin um die Ecke und Entdeckungen unterwegs. Filmmuseum Berlin – Deutsche Kinemathek, Berlin 2006, ISBN 3-9807746-6-X.
- Plakate, Bücher und … Museen, Galerien, Theater, Verlage und … 1967–2007. Selbstverlag, Berlin 2007, ISBN 978-3-00-022247-4.
- Geschichten, Spuren, Echos. Collagen aus den Arbeitsbüchern 1987 bis 2007. Selbstverlag, Berlin 2007.
- Bilder finden 1977–2001. Wege zum Berlinale-Plakat. Selbstverlag, Berlin 2009.
- Plakat / Karten Grüsse. Selbstverlag, Berlin 2010.
- Drei10. Suchen, finden, sammeln. Selbstverlag, Berlin 2010.
- Flüchtige Momente. Bilder im Vorbeifahren. Selbstverlag, Berlin 2011.
- Deutsches Haus. Selbstverlag, Berlin 2011.
- Berliner Mauer. Botschaften gegen das Grau. Selbstverlag, Berlin 2011.
- Schatten. Linien und 4 Farben. Selbstverlag, Berlin 2012.
- Kinos. Die großen, die kleinen und die ganz kleinen. Selbstverlag, Berlin 2013.
- Zu Füßen. Den Ärger mal anders sehen. Selbstverlag, Berlin 2013.
- Verschlüsselte Botschaften in der Öffentlichkeit. Selbstverlag, Berlin 2014.
- SchriftRESTE. Selbstverlag, Berlin 2015.
- 21 ZACKEN zu Füßen. Selbstverlag, Berlin 2015.
- BernSTEINE. Fotos aus den Jahren 2015 bis 2016 in Bern. Selbstverlag, Berlin 2016.
- BAHNHÖFE und … zu COLLAGEN. Basisfotos aus den Jahren 2015 bis 2017 aus Brandenburg und Mecklenburg-Vorpommern. Selbstverlag, Berlin 2017.
- REGEN-Pfützen-COLLAGEN. Basiscollagen aus den Jahren 2007 bis 2018, Pfützenbilder aus Berlin und anderen Orten, 2017/2018 Selbstverlag, Berlin 2018.
- Blätter ab … gefallen. Collagen-Fotos aus Fürstenberg, Bern, Cottbus, Bayreuth und Berlin Selbstverlag, Berlin 2019.

Bücher über Werke seiner Frau, Barbara Noth
- Barbara Noth. Arbeiten 1974 bis 2004. Selbstverlag, Berlin 2004.
- Barbara Noth. Farbsignale + Markierungen. Arbeiten 1989 bis 2011. Selbstverlag, Berlin 2012.

Bücher über die Eltern Nora und Herbert Noth
- Nora Noth … Es ging manchmal kreuz und quer … Selbstverlag, Berlin 2000.
- Der Bau-Künstler Herbert Noth. Karl-Robert Schütze, Berlin 2009, ISBN 978-3-928589-26-0.

Buch über die Werke seiner Großmutter, Bertha Gaedertz
- Bertha Gaedertz. Zeichnungen, Aquarelle und Erinnerungen aus einem ungewöhnlichen Leben. Selbstverlag, Berlin 2012.

## Einzelausstellungen
- 2005 Volker Noth. Plakate 1977–2005. Filmmuseum Berlin – Deutsche Kinemathek, Berlin.
- 2009 Die Berlinale im Bild. Entwurfswege. Stadtbücherei Düren, Düren.
- 2013 Berliner Leben. Plakate von Volker Noth. Museum Folkwang / Deutsches Plakat Museum, Essen. (Zu dieser Ausstellung ist eine Publikation erschienen mit Texten von René Grohnert, in der Edition Folkwang/Steidl.)[1]
- 2018 Suchen / Probieren / Machen. Plakate von Volker Noth. Plakatmuseum im Kunstmuseum Bayreuth, Bayreuth. (Zu dieser Ausstellung ist auch ein Kurzfilm abrufbar.)[2]

## Auszeichnungen
1970–1972 und 1974–1980 Teilnahme am Wettbewerb Vorbildliche Plakate in Berlin
- 1981 Kodak Fotobuchpreis, Kategorie Fotobildbände, für Berliner Stadtbahnbilder von Alfred Behrens und Volker Noth
- 1982 The Chicago International Film Festival, gold plaque für das Plakat zu den 33. Internationalen Filmfestspielen Berlin, Hauptmotiv Fliegendes Auge. (Schon Ende 1982 wurde in den USA mit dem Plakat für die Berlinale 1983 geworben.)
- 1984 The Hollywood Reporter, 13th Key Art Awards, erster Platz für das Plakat zu den 34. Internationalen Filmfestspielen Berlin, Hauptmotiv Jacke mit gestreifter Krawatte.
- 1987 The Hollywood Reporter, 16th Key Art Awards, erster Platz für das Plakat zu den 37. Internationalen Filmfestspielen Berlin, Hauptmotiv Türen.

Ehrenvolle Erwähnung des Rouben-Mamoulian-Plakats (Retrospektive)
- 1988 The Hollywood Reporter, 17th Key Art Awards, zweiter Platz für das Plakat zu den 38. Internationalen Filmfestspielen Berlin: Color – Die Geschichte des Farbfilms (Retrospektive)
- 1989 The Hollywood Reporter, 18th Key Art Awards, dritter Platz für das Erich Pommer-Plakat (Retrospektive)
- 1991 The Hollywood Reporter, 20th Key Art Awards, zweiter Platz für das Plakat zu den 41. Internationalen Filmfestspielen Berlin / 14. Kinderfilmfest Berlin
- 1992 The Hollywood Reporter, 21th Key Art Awards, zweiter Platz für das Plakat zu den 42. Internationalen Filmfestspielen Berlin, Hauptmotiv Frauenkopf. Dritter Platz für Babelsberg. 1912 Ein Filmstudio (Filmmuseum Berlin)
- 1996 Berlinale-Kamera für den Grafiker Volker Noth